# Sittelle de Krüper
Vous lisez un « bon article » labellisé en 2014.
Sitta krueperi
Espèce
Synonymes
- Sitta krüperi Pelzeln, 1863 (protonyme)

Statut de conservation UICN

 LC  : Préoccupation mineure
La Sittelle de Krüper (Sitta krueperi) est une espèce d'oiseaux de la famille des Sittidae. C'est une sittelle petite à moyenne, mesurant 12,5 cm de longueur. Les parties supérieures sont bleu-gris, avec la moitié avant de la calotte noire chez les adultes des deux sexes, mais dont la délimitation arrière est moins nettement marquée chez la femelle. L'espèce a un trait oculaire noir ou gris, et un sourcil blanc bien marqué. Les parties inférieures sont gris-bleu chez le mâle, et gris chamoisé chez la femelle, avec une grande tache pectorale rousse en forme de croissant. Cette sittelle se nourrit d'insectes à la belle saison et de graines, notamment de pins, en automne et en hiver. La reproduction prend place entre mars et mai, et le nid est généralement placé dans le trou d'un arbre. La ponte compte cinq à sept œufs, couvés par la femelle nourrie par le mâle. Les deux parents participent au nourrissage des jeunes.
La Sittelle de Krüper se rencontre dans les forêts de pins et autres conifères en Turquie, à Lesbos et dans le Caucase, suivant pour bonne part la répartition du Pin de Calabre (Pinus brutia). Elle se trouve depuis le niveau de la mer jusqu'à 2 500 m d'altitude par endroits. Cette espèce fait partie des petites sittelles du « groupe canadensis » et est notamment très proche de la Sittelle kabyle (S. ledanti), unique espèce chez laquelle se retrouve la demi-calotte noire. La Sittelle de Krüper est menacée par le recul de son habitat, causé par la sylviculture et surtout par le développement touristique sur les côtes turques. Bien que ses effectifs soient en déclin, l'espèce est considérée comme de « préoccupation mineure » par l'Union internationale pour la conservation de la nature.

## Description

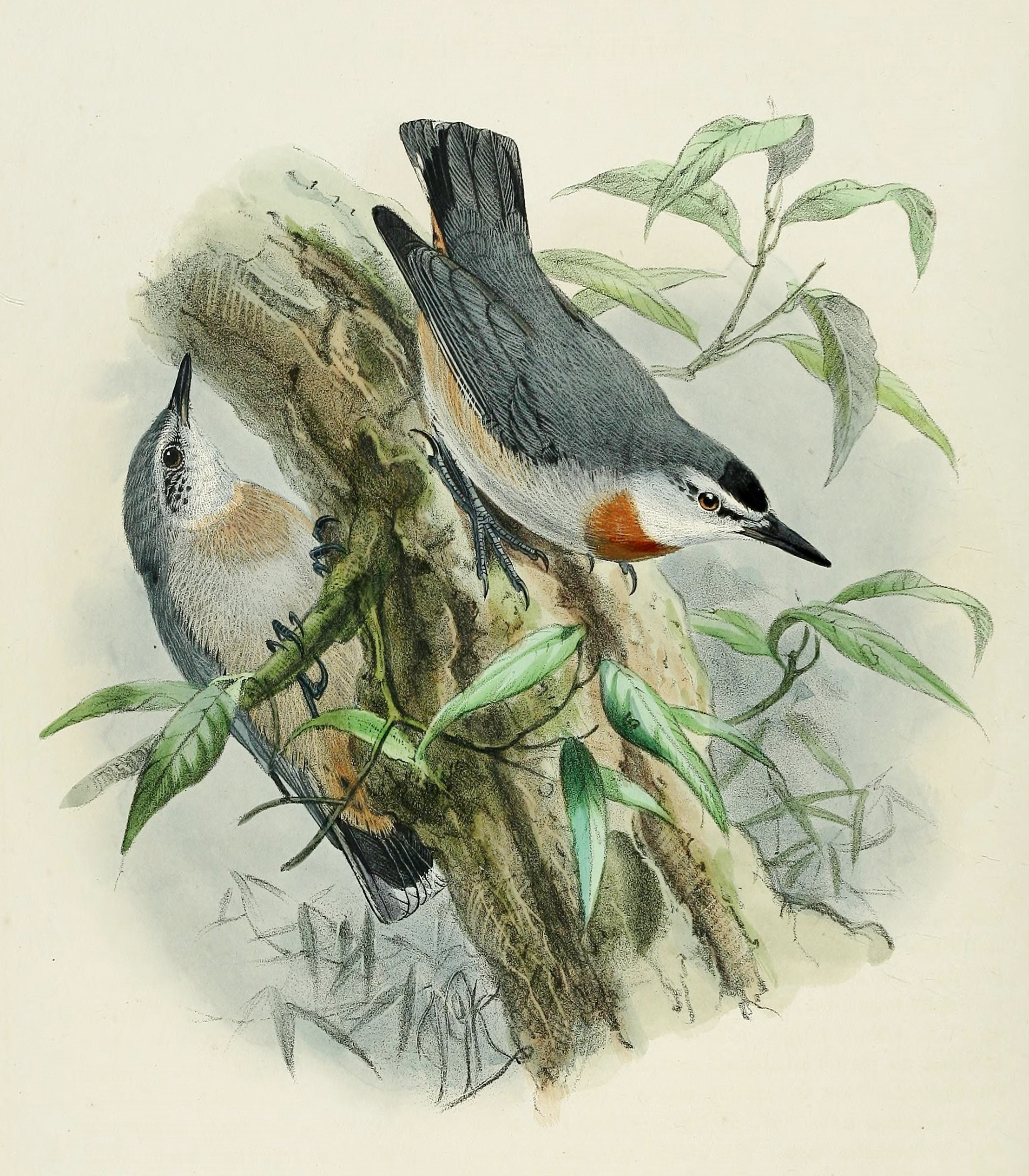
Planche de John Gerrard Keulemans représentant une Sittelle de Krüper mâle à droite et un juvénile à gauche.

Les parties supérieures sont bleu-gris, avec l'avant de la calotte noir chez les adultes des deux sexes, et les rémiges primaires et secondaires sont brun-gris. Le sourcil est blanc, et souligné d'un trait oculaire noir, un peu moins bien défini en arrière de l'œil. La gorge est blanche et le reste des parties inférieures gris pâle avec une grande tache rousse sur la poitrine en forme de croissant. Les couvertures sous-alaires sont blanc cassé et les sous-caudales sont rousses, avec les pointes blanches. L'œil est entouré d'un fin cercle oculaire blanc, et l'iris est cannelle foncé ou brun. Le bec est gris corne, avec la base de la mandibule inférieure et la base du culmen gris-bleu. Les pattes sont marron gris ou gris foncé. La Sittelle de Krüper est une sittelle petite à moyenne, mesurant 12,5 cm de longueur. Chez le mâle et la femelle, l'aile pliée mesure respectivement 71-81 mm et 68-74 mm, la queue 33-40 mm et 33-38 mm. Le bec mesure 17,9-20,2 mm et le tarse 16,9-19,3 mm. Le mâle adulte pèse 10-14,3 g. L'étude de 41 mesures différentes de nombreux individus à travers différentes localités de Turquie a montré de petites variations de taille le long de l'aire de répartition.
Le dimorphisme sexuel n'est pas très marqué, surtout en été quand le plumage est usé, mais la calotte de la femelle est moins noire et moins nettement définie à l'arrière quand le noir brillant de celle du mâle est nettement délimité. Les parties inférieures de la femelle sont plus pâles et chamoisées, quand elles sont d'un gris pur chez le mâle, tirant sur le bleu,. Le juvénile se distingue en revanche plus facilement, ayant un plumage bien plus terne et n'ayant pas la calotte noire, tout au plus l'avant de celle-ci est plus sombre que le reste des parties supérieures. Sa tache pectorale rousse est peu marquée, tout comme le sourcil et le trait oculaire. Il se distingue de la femelle adulte par son plumage frais quand les plumes de celle-ci sont usées et sa calotte sombre. Les adultes dans leur première année ont parfois un peu de brun persistant sur les pointes des plumes de leurs grandes couvertures. Les adultes effectuent une mue post-nuptiale complète (de mi-mai à début septembre) et parfois une mue partielle avant la saison de reproduction (mars), qui touche notamment la poitrine. Il y a également une mue post-juvénile partielle impliquant les couvertures médianes.

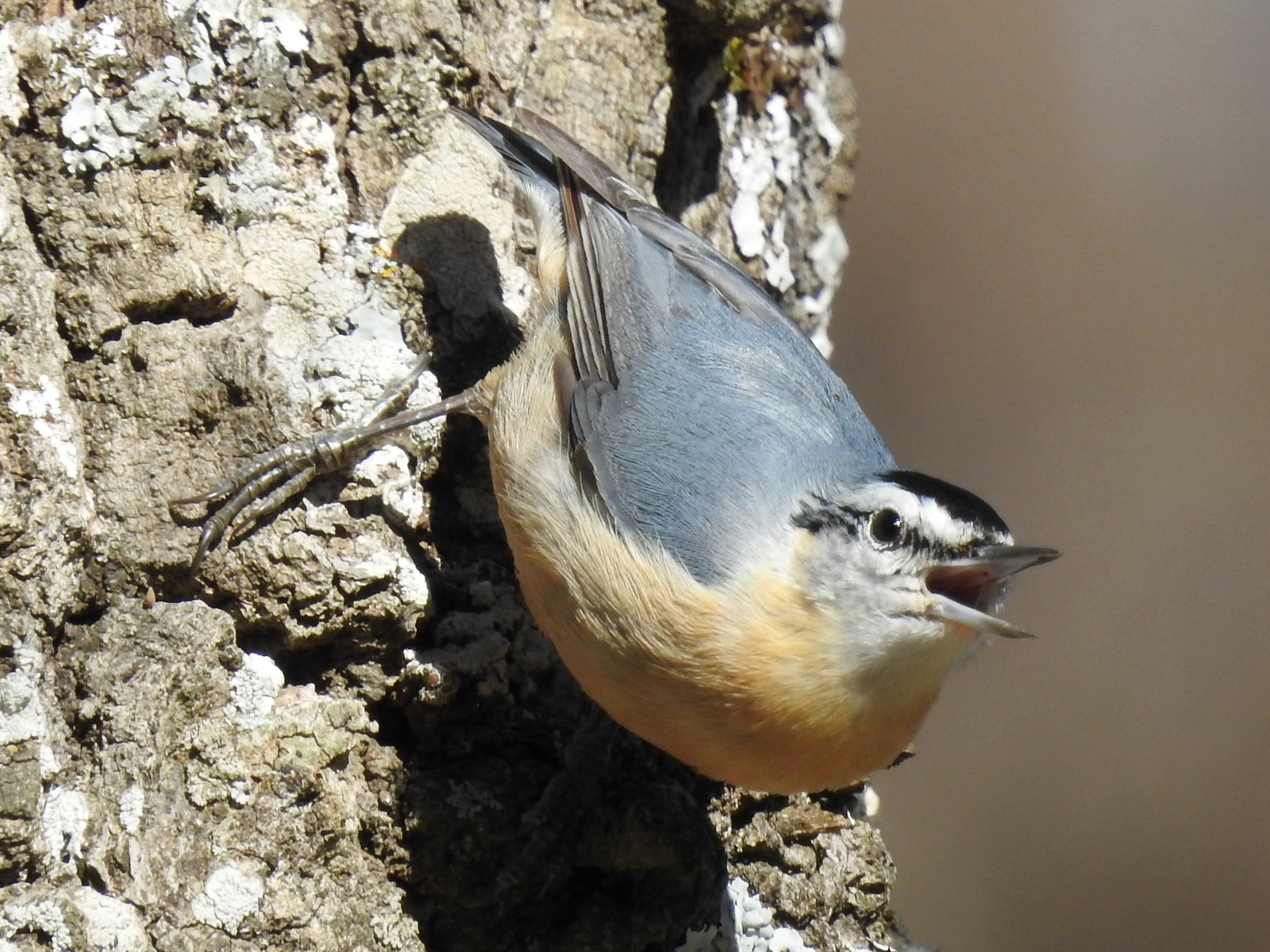
Une Sittelle kabyle mâle, la plus proche espèce de la Sittelle de Krüper.

La Sittelle de Krüper fait partie du groupe d'espèces « canadensis ». Elle est notamment très proche de la Sittelle kabyle (Sitta ledanti), avec l'avant de la calotte sombre et le sourcil blanc marqué, mais la Sittelle kabyle a les parties inférieures crème ou chamois et n'a pas de grande tache pectorale brun roussâtre. Cette tache est caractéristique de la Sittelle de Krüper, tout comme la différence marquée entre adultes et juvéniles.

## Écologie et comportement

### Voix
La Sittelle de Krüper est un oiseau bruyant, et on la repère souvent facilement par ses cris. Le cri de contact est un dvui, parfois émis en séries dui-dui-dui-dui et rappelant le Verdier d'Europe (Chloris chloris). Nerveuse, elle produit un èèhch rêche rappelant le Geai des chênes (Garrulus glandarius) ou un puik sec,. Le chant est un « tuituituituitui… nasillard, alternant notes aiguës et graves », à rythme variable.

### Reproduction

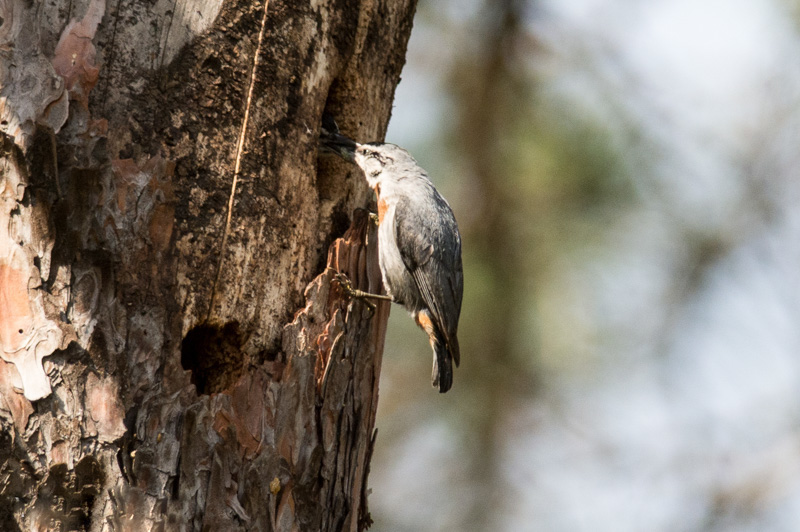
Un adulte au nourrissage à l'entrée de son nid.

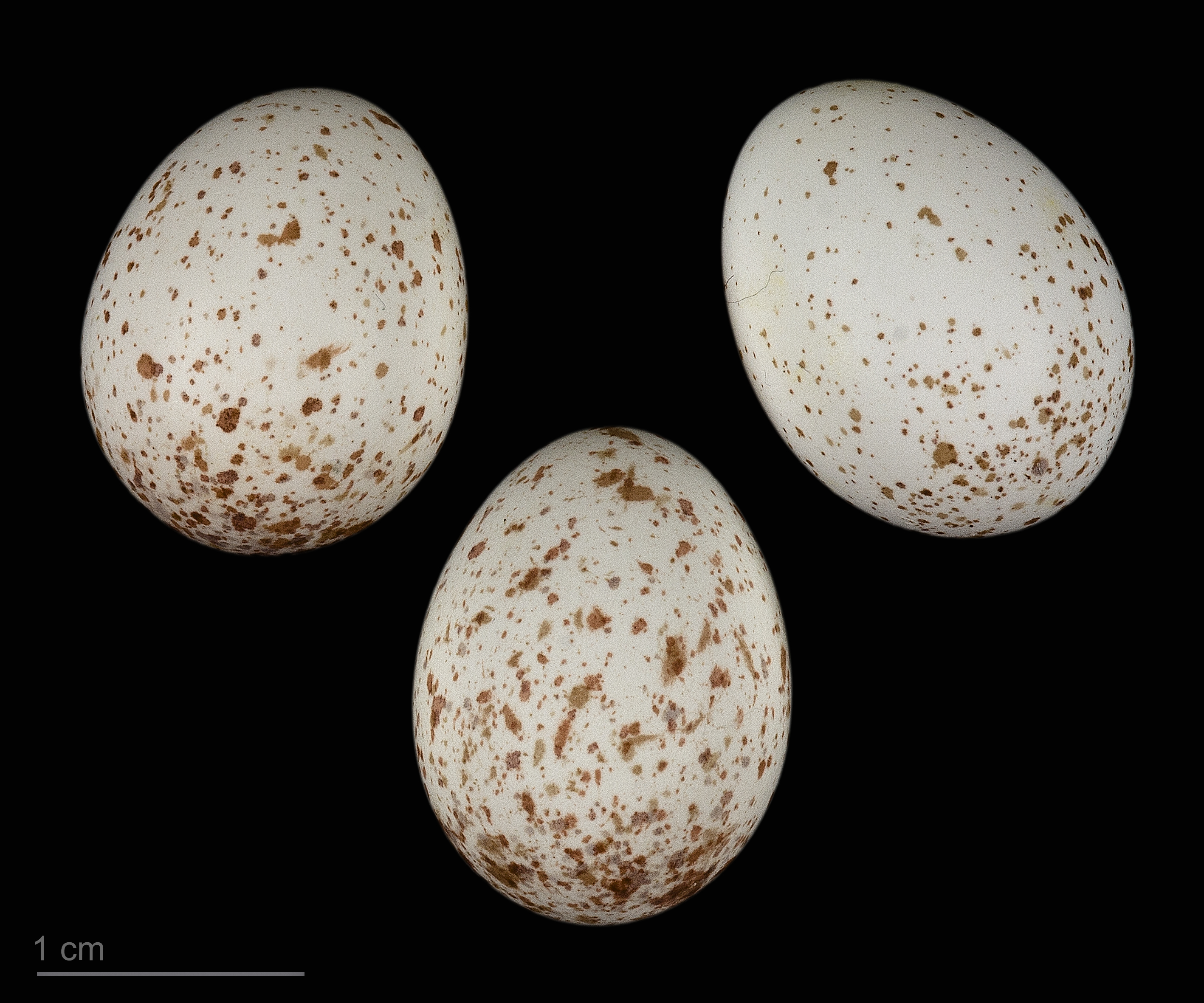
Œufs de Sitta krueperi - Muséum de Toulouse

La saison de reproduction prend place de mi-mars à mi-mai en Turquie, la date dépendant des endroits et de l'altitude. Dans le Sud de l'Anatolie, les pontes commencent fin mars ; dans le Caucase, elles ont lieu en avril-mai. Il n'y a qu'une nichée dans l'année. Le nid est souvent placé dans le trou d'un conifère et loin du sol. Une étude menée sur quatre saisons de reproduction dans le Sud de la Turquie a montré que les nids étaient construits à près de 12 m de hauteur, avec des extrêmes entre 2,1 et 24 mètres, et étaient souvent tournés vers l'est. Cette sittelle utilise généralement des cavités déjà existantes et simplement nettoyées, surtout par la femelle, mais peut creuser son propre trou dans les troncs et branches mortes. On a déjà observé des pontes réalisées sur le sommet d'une souche ou sur un tas de brindilles à la fourche d'un arbre, mais ces lieux de nidification inhabituels pourraient n'être utilisés qu'en cas d'indisponibilité des cavités.
Contrairement à d'autres sittelles, la Sittelle de Krüper ne maçonne pas l'entrée de son trou à l'aide de boue ou de résine. Le fond du nid est garni de copeaux d'écorce, de bois pourri et d'écailles de cônes de pins, recouverts de mousse, de poils, de laine, de plumes. La femelle réalise l'essentiel du travail, et pond quatre à sept œufs, généralement cinq ou six, mesurant 17 × 13 mm, blanc crème avec de petites taches et mouchetures rouges ou violacées, surtout concentrées à l'extrémité la plus grosse. L'incubation dure 12 à 17 jours, et est réalisée par la femelle seule, nourrie par le mâle,. Elle couve aussi les jeunes, mais les deux parents prennent part au nourrissage. Les petits sont principalement nourris de coléoptères, de larves d'insectes, de lépidoptères et de vers de terre. En moyenne, quatre jeunes sont menés à l'envol, qui a lieu à l'âge de 15-19 jours.

### Alimentation
La Sittelle de Krüper vit seule, ou à deux durant la saison de reproduction et le couple reste avec ses jeunes. En automne, on l'observe par groupe de deux à cinq individus, prenant parfois part à des volées mixtes d'alimentation. C'est un oiseau actif, et elle trouve sa nourriture parmi les plus petites branches dans le haut des grands arbres, mais aussi aux autres étages de végétation. Elle peut prospecter dans les buissons, et même se nourrir au sol. Cette sittelle se nourrit principalement d'insectes durant la saison de reproduction, mais quand ceux-ci deviennent rares, en automne et en hiver, elle consomme des graines de pins et d'autres conifères. Les insectes sont glanés le long des branches, ou attrapés en plein vol, et les graines de conifères sont extraites des écailles des cônes à l'aide du bec, avant d'être coincées dans une craquelure d'écorce et ouvertes par martelage. La Sittelle de Krüper fait également des cachettes de nourriture qui peuvent être utilisées quand l'humidité referme les cônes de pin, rendant leurs graines inaccessibles, et l'existence de ces garde-manger pourrait expliquer la territorialité de l'oiseau, même en dehors de la saison de reproduction.

### Parasites
Dans une étude turque publiée en 2012, la Sittelle de Krüper s'est avérée être l'hôte de protistes sanguins des genres Haemoproteus et Leucocytozoon, mais aucun des 67 individus étudiés n'était parasité par Plasmodium.

## Répartition et habitat

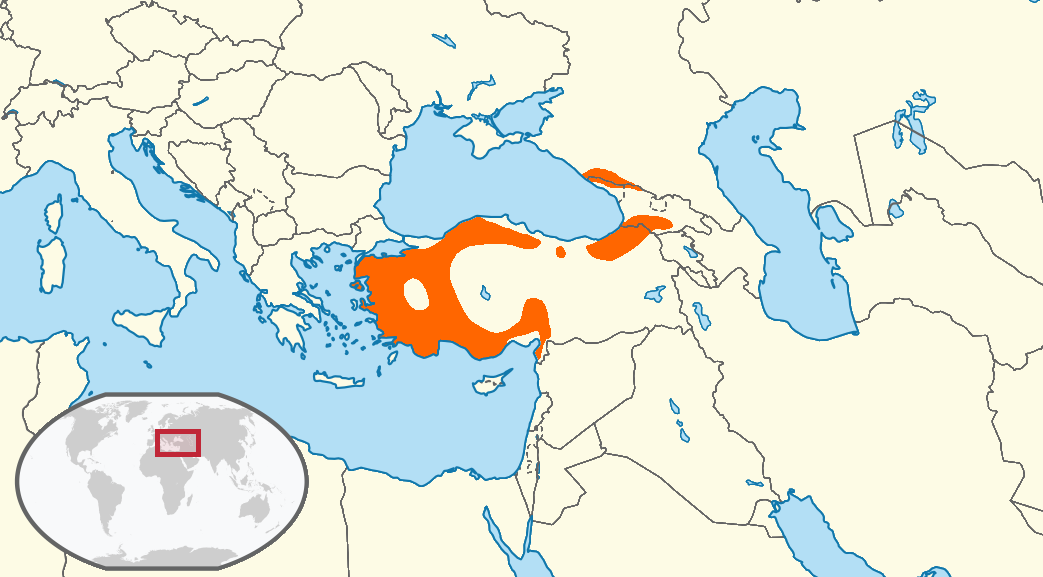
Distribution de la Sittelle de Krüper au Proche-Orient.

La Sittelle de Krüper est pratiquement endémique de Turquie, où elle est commune dans l'Ouest de l'Anatolie, et où elle vit aussi le long de la côte méditerranéenne dans les monts Taurus et le long des côtes de la mer Noire au Nord du pays, jusque dans le Sud de la Géorgie. Une population supposée disjointe peuple les monts caucasiens de l'extrême Sud-Ouest de la Russie, à la frontière géorgienne, dans l'Adyguée et le district fédéral du Caucase du Nord, au sud-est jusqu'à Teberda. Elle vit aussi sur l'île grecque de Lesbos et est erratique en Grèce continentale où elle a par exemple été observée à Thessalonique en octobre 1955. En 2010, une nouvelle zone de nidification est signalée dans le centre de l'Anatolie, dans la province de Yozgat, sur les montagnes Ak. Le site est constitué d'une forêt pure de Pin sylvestre (Pinus sylvestris), et pourrait abriter près de 560 individus.
Cette espèce entretient une relation très étroite avec le Pin de Calabre (Pinus brutia) et l'aire de répartition de l'oiseau recouvre quasiment celle de l'arbre. Cependant, l'oiseau est absent de forêts de Pins de Calabre de Crimée, du Nord-Ouest de la Syrie, du Liban, du Nord de l'Irak et de l'Azerbaïdjan, mais a pu y habiter par le passé ou y être passé inaperçu pour le moment. La Sittelle de Krüper est sédentaire, mais entreprend de petites dispersions après la saison de reproduction. On a également noté des déplacements altitudinaux saisonniers, certains oiseaux, peut-être les adultes dans leur première année, descendant des hauteurs en hiver pour rejoindre les forêts mixtes ou de feuillus. L'oiseau est alors même couramment observé dans l'arboretum de Sotchi, qui compte de nombreux conifères.

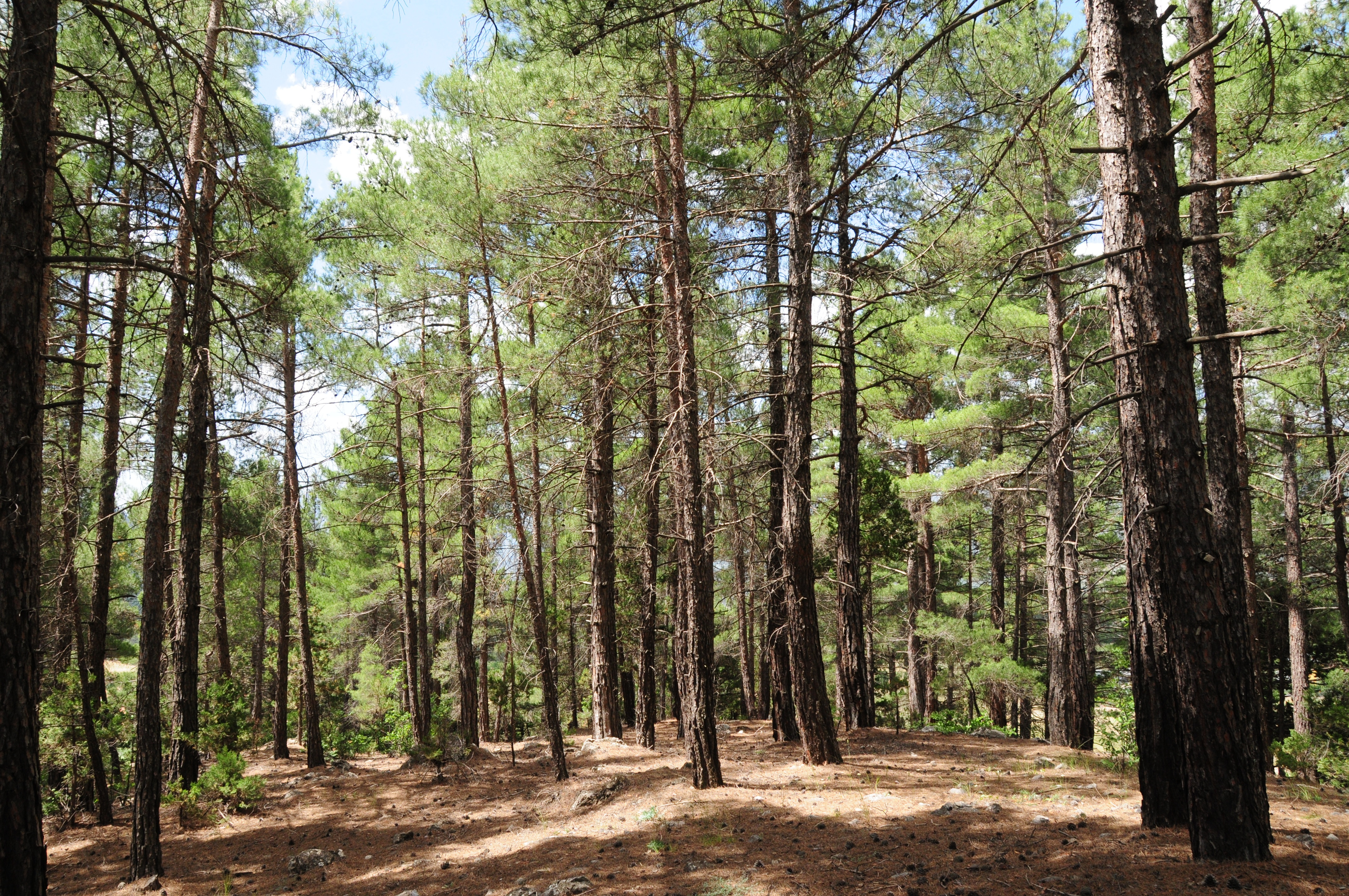
Une forêt de Pin de Calabre (Pinus brutia) à Pozantı (Turquie).

La Sittelle de Krüper vit dans des forêts de conifères tempérées, depuis le niveau de la mer jusqu'aux alentours de 2 000 mètres d'altitude, localement jusqu'à la limite des arbres à 2 500 m. En Turquie, elle vit principalement entre 1 000 et 1 600 m et peuple les forêts de Pin de Calabre (Pinus brutia), d'Épicéa d'Orient (Picea orientalis), de Sapin de Nordmann (Abies nordmanniana), de Sapin de Cilicie (Abies cilicica), de Pin noir (Pinus nigra) et de Cèdre du Liban (Cedrus libani). Les densités de peuplement en individus par kilomètre carré sont de 12,7, 11,6, 8,5 et 7,8 respectivement en forêts de Pin noir, Sapin de Cilicie, Cèdre du Liban et Pin de Calabre,. Aux plus hautes altitudes, elle peut vivre parmi les genévriers (Juniperus),. Dans le Caucase, elle privilégie les forêts d'épicéas entre 1 000 et 2 000 m, mais aussi les forêts de Sapin de Nordmann et de pins.

## Systématique

### Taxinomie
La Sittelle de Krüper est décrite en 1863 par l'ornithologue autrichien August von Pelzeln sous le protonyme Sitta krüperi, d'après un matériel type provenant d'Izmir (alors Smyrne). En nommant ainsi l'espèce, il rend hommage à son découvreur, l'ornithologue allemand Theodor Johannes Krüper, qui travaillait en Grèce et qui a notamment étudié les oiseaux de ce pays, de Turquie et de Bulgarie. Dans le découpage en sous-genres du genre Sitta, peu utilisé, la Sittelle de Krüper est placée dans Sitta (Micrositta) Buturlin, 1916, qui regroupe aussi la Sittelle kabyle (S. ledanti), la Sittelle du Yunnan (S. yunnanensis), la Sittelle à poitrine rousse (S. canadensis), la Sittelle de Chine (S. villosa) et la Sittelle corse (S. whiteheadi). Selon le Congrès ornithologique international et Alan P. Peterson, aucune sous-espèce n'est distinguée,.

### Phylogénie
- « groupe canadensis »
  - Sittelle du Yunnan (S. yunnanensis)
  - 
    - 
      - Sittelle à poitrine rousse (S. canadensis)
      - 
        - Sittelle corse (S. whiteheadi)
        - Sittelle de Chine (S. villosa)

    - 
      - Sittelle de Krüper (S. krueperi)
      - Sittelle kabyle (S. ledanti)

En 1998, Éric Pasquet étudie le cytochrome-b de l'ADN mitochondrial d'une dizaine d'espèces de sittelles, dont les différentes espèces du groupe de Sitta canadensis, qu'il définit comme comprenant six espèces, qui sont aussi celles de ce qui est parfois traité comme le sous-genre Sitta (Micrositta) Buturlin, 1916. La Sittelle du Yunnan (S. yunnanensis) n'est pas incluse dans l'étude. Pasquet conclut que la Sittelle de Krüper est à rapprocher phylogénétiquement de la Sittelle kabyle, ces deux espèces formant le groupe-frère d'un clade regroupant la Sittelle de Chine, la Sittelle corse et la Sittelle à poitrine rousse. En 2014, Éric Pasquet et al. publient une phylogénie fondée sur l'ADN nucléaire et mitochondrial de 21 espèces de sittelles et confirment les relations de l'étude 1998 au sein du « groupe canadensis », en ajoutant la Sittelle du Yunnan, qui est trouvée comme la plus basale des espèces.
Les conclusions de l'étude sont en accord avec la morphologie des espèces, les Sittelles à poitrine rousse, corse et de Chine partageant notamment comme caractère dérivé la calotte entièrement noire uniquement présente chez les mâles, trait unique chez les Sittidae et familles apparentées. Le second clade, regroupant Sittelles de Krüper et kabyle, aurait pour synapomorphie l'avant de la calotte noir chez les mâles, ce dimorphisme sexuel étant absent chez les jeunes individus.

### Phylogéographie
Une étude sur la phylogéographie de l'espèce est publiée en 2012, et concerne cinq sites d'échantillonnage en Turquie. Les auteurs concluent à des diversités génétiques significatives entre les différentes localités, montrant que l'espèce s'est retrouvée dans au moins trois refuges lors du dernier maximum de glaciation. Les populations du Sud sont significativement différentes des populations du Nord du pays, mais les différentes populations du Nord ont intensivement mélangé leurs gènes après le recul des glaciers, et ont un matériel génétique nucléaire assez similaire, bien que l'on observe une structure géographique marquée en étudiant leur génome mitochondrial.

## Menaces et protection
L'espèce est commune en Anatolie, mais les effectifs sont peu nombreux dans le Caucase. Sur l'île de Lesbos, les populations sont supposées stables malgré la destruction des vieux arbres causée par l'exploitation commerciale de la résine. La modification de l'habitat due aux incendies et à l'exploitation forestière entraîne un risque de disparition. En Turquie, une loi promouvant le tourisme mise en place en 2003 a exacerbé les menaces sur l'oiseau : elle réduit la bureaucratie et rend plus facile la construction d'installations touristiques et de maisons d'été dans la zone côtière où l'oiseau était autrefois abondant, et la perte des boisements est un problème croissant pour la sittelle,. Jusqu'en 2014, les effectifs sont estimés à environ 80 000-170 000 couples reproducteurs, soit 240 000-510 000 individus en tout, et sont en déclin. Pour ces raisons, l'espèce est considérée comme « quasi menacée » par l'Union internationale pour la conservation de la nature. En 2015, une nouvelle évaluation des effectifs estime le nombre de couples reproducteurs à 121 000-451 000, et bien qu'en déclin continuel, il est déterminé que l'espèce ne perd pas plus du quart de ses effectifs en trois générations. Pour ces raisons, l'espèce est réévaluée comme de « préoccupation mineure ».